# Cyclocross-Weltmeisterschaften 1965
Die Cyclocross-Weltmeisterschaften 1965 wurden am 14. Februar im italienischen Cavaria ausgetragen. Es gab ein Rennen in der offenen Kategorie, also für Profis und Amateure gleichermaßen. Schauplatz waren die höheren Lagen des Orts westlich der Eisenbahnlinie, der Start erfolgte in der Via Monte Grappa.

## Ergebnisse
| Platz | Land        | Sportler         |
| ----- | ----------- | ---------------- |
| 1     | Italien     | Renato Longo     |
| 2     | Deutschland | Rolf Wolfshohl   |
| 3     | Italien     | Amerigo Severini |